# Deloneura
Genre
Deloneura est un genre africain de papillons de la famille des Lycaenidae.

## Liste des espèces
Selon GBIF (20 juillet 2025) :
- Deloneura barca (Grose-Smith, 1901)
- Deloneura dondoensis Pennington
- Deloneura immaculata Trimen, 1868
- Deloneura innesi van Son, 1949
- Deloneura marginata Plötz, 1880
- Deloneura millari Trimen, 1906
- Deloneura sheppardi Stevenson, 1934
- Deloneura subfusca Hawker-Smith, 1933

## Systématique
Le nom valide complet (avec auteur) de ce taxon est Deloneura Trimen, 1868,.

### Publication originale
- (en) Roland Trimen, « On some undescribed Species of South-African Butterflies, including a New Genus of Lycaenidae », Transactions of the Royal Entomological Society of London, Royal Entomological Society, vol. 16, no 1,‎ 1868, p. 69–96 (ISSN 0035-8894 et 2056-5259, OCLC 1125695995, DOI 10.1111/J.1365-2311.1868.TB00615.X, lire en ligne).